# Quimi Portet
Joaquim Portet Serdà, más conocido como Quimi Portet (Vic, Barcelona, Cataluña (España), 20 de octubre de 1957) es un guitarrista, cantante y compositor español. Es conocido por haber sido guitarrista de los grupos españoles de los 80 Los Burros y El Último de la Fila, además de una extensa carrera en solitario.
Durante su carrera, se ha caracterizado como un guitarrista de pop y rock, aunque en su trayectoria ha tocado múltiples tipos de instrumentos musicales e incluso ha puesto voz en algunos de sus grupos y a sus discos en solitario. Sus textos se caracterizan por su estilo surrealista y un personal sentido del humor; los ha escrito tanto en catalán como en español.
En el año 1998 se anunció la disolución de El Último de la Fila, tres años después de publicar su último álbum, La rebelión de los hombres rana. Desde entonces ha publicado diez discos en solitario, a los que hay que sumar Persones estranyes, de 1987, publicado mientras seguía en El Último de la Fila.
Como productor, aparte de producir la mayoría de discos de El Último de la Fila, ha trabajado con Adrià Puntí, Jarabe de Palo, Albert Pla y Gerard Quintana entre otros.
En el año 2018, Quimi Portet lanza su nuevo álbum titulado Festa Major d'Hivern, en la que reivindica su lado más roquero.

## Discografía
- Persones estranyes (GASA, 1987)
- Hoquei sobre pedres (EMI/Perro Records, 1997)
- Cançoner electromagnètic (EMI/Quisso Records, 1999)
- Acadèmia dels somnis (Quisso Records, 2001)
- La Terra és plana (Música Global/Quisso Records, 2004)
- Matem els dimarts i els divendres (Música Global/Quisso Records, 2007)
- Viatge a Montserrat (Música Global/Quisso Records, 2009)
- Oh my Love (Música Global/Quisso Records, 2012)
- Ós Bipolar (Música Global, 2016)
- Festa Major d’Hivern (Fina Estampa, 2018)
- Si plou, ho farem al pavelló (Live in Cincinnati) (Fina Estampa, 2020)

También ha participado con otros artistas como Almadrava en el tema «I'm Sorry».